# Rude Boy (bài hát của Rihanna)
"Rude Boy" (tạm dịch: Trai thô) là một bài hát của nghệ sĩ thu âm người Barbados Rihanna, nằm trong album phòng thu thứ tư của cô, Rated R (2009). Nó được phát hành như là đĩa đơn thứ ba trích từ album trên toàn cầu và thứ tư ở một số thị trường vào ngày 19 tháng 2 năm 2010 bởi Def Jam Recordings và SRP Records. Bài hát được đồng viết lời bởi Rihanna với Ester Dean, Makeba Riddick cũng như những nhà sản xuất của nó, Rob Swire và hai thành viên Mikkel S. Eriksen và Tor Erik Hermansen thuộc đội sản xuất StarGate, những cộng tác viên quen thuộc trong sự nghiệp của cô. Đây là một bản dancehall kết hợp với những yếu tố từ R&B mang nội dung đề cập đến việc một cô gái đang tận hưởng những khoái cảm tình dục với một chàng trai tại địa điểm hẹn hò, một chủ đề sẽ được Rihanna tiếp tục khai thác thông qua nhiều tác phẩm tiếp theo trong tương lai như "S&M" (2010), "Skin" (2010), "Cockiness (Love It)" (2011) và "Sex with Me" (2016), đồng thời xuất phát từ ý tưởng của nữ ca sĩ về tiêu đề và khái niệm chính của bài hát cũng như mong muốn của Dean trong việc tạo nên một bản ngã mới trong sự nghiệp của Rihanna.
Sau khi phát hành, "Rude Boy" nhận được những phản ứng trái chiều từ các nhà phê bình âm nhạc, trong đó họ đánh giá cao quá trình sản xuất của nó và gọi đây là một điểm nhấn nổi bật từ Rated R, mặc dù vấp phải một số chỉ trích về giọng hát "đơn điệu" và "băng giá" của nữ ca sĩ. Tuy nhiên, bài hát đã gặt hái nhiều giải thưởng và đề cử tại những lễ trao giải lớn, bao gồm một đề cử tại giải Âm nhạc châu Âu của MTV năm 2010 cho Bài hát xuất sắc nhất. "Rude Boy" cũng tiếp nhận những thành công vượt trội về mặt thương mại, đứng đầu bảng xếp hạng ở Úc và lọt vào top 10 ở hầu hết những quốc gia nó xuất hiện, bao gồm vuơn đến top 5 ở nhiều thị trường lớn như Bỉ, Đan Mạch, Đức, Ireland, New Zealand, Na Uy, Thụy Sĩ và Vương quốc Anh. Tại Hoa Kỳ, bài hát đạt vị trí số một trên bảng xếp hạng Billboard Hot 100 trong năm tuần liên tiếp, trở thành đĩa đơn quán quân thứ sáu của Rihanna và là đĩa đơn duy nhất từ album làm được điều này, đồng thời tiêu thụ được hơn 3.2 triệu bản tại đây. Tính đến nay, nó đã bán được hơn 7.3 triệu bản trên toàn cầu, trở thành một trong những đĩa đơn bán chạy nhất mọi thời đại.
Video âm nhạc cho "Rude Boy" được đạo diễn bởi Melina Matsoukas, trong đó Rihanna trình diễn bài hát dưới kỹ thuật màn hình xanh và sử dụng nhiều đạo cụ đặc trưng như một con sư tử nhồi bông và ngựa vằn. Nó đã nhận được nhiều lượt phát sóng liên tục trên những kênh truyền hình âm nhạc như MTV, VH1 và BET, cũng như gặt hái một đề cử tại giải Video âm nhạc của MTV năm 2010 ở hạng mục Biên tập xuất sắc nhất. Để quảng bá bài hát, nữ ca sĩ đã trình diễn "Rude Boy" trên nhiều chương trình truyền hình và lễ trao giải lớn, bao gồm Alan Carr: Chatty Man, BBC Radio 1's Big Weekend, Sessions@AOL, The Ellen DeGeneres Show, giải Echo năm 2010 và giải Sự lựa chọn của trẻ em năm 2010, cũng như trong nhiều chuyến lưu diễn của cô như Last Girl on Earth Tour (2010-11), Loud Tour (2011), Diamonds World Tour (2013) và Anti World Tour (2016). Kể từ khi phát hành, nó đã xuất hiện trong một số tác phẩm điện ảnh và truyền hình, bao gồm Impractical Jokers và Love/Hate cũng như trò chơi điện tử Dance Central 2.

## Danh sách bản nhạc và định dạng
- Tải kĩ thuật số[2]

1. "Rude Boy" – 3:43
2. "Rude Boy" (bản không lời) – 3:50

## Thành phần thực hiện
Thành phần thực hiện được trích từ ghi chú của Rated R, Def Jam Recordings và SRP Records.
Thu âm và phối khí
- Thu âm tại Metropolis Studios ở London, Anh.
- Phối khí tại Chung King Studios, Thành phố New York, New York.

Thành phần
- Rihanna – hát chính, viết lời
- Stargate – viết lời, sản xuất, nhạc cụ, lập trình
- Ester Dean – viết lời
- Makeba Riddick – viết lời
- Rob Swire – viết lời, giọng nền, nhạc cụ, lập trình
- Marcos Tovar – thu âm
- Ross Parkin – hỗ trợ thu âm
- Makeba Riddick – sản xuất giọng hát
- Kevin "KD" Davis – phối khí
- Anthony Palazzole – hỗ trợ phối khí

## Xếp hạng
| Bảng xếp hạng (2010)                     | Vị trí cao nhất |
| ---------------------------------------- | --------------- |
| Úc (ARIA)                                | 1               |
| Áo (Ö3 Austria Top 40)                   | 6               |
| Bỉ (Ultratop 50 Flanders)                | 3               |
| Bỉ (Ultratop 50 Wallonia)                | 3               |
| Brazil (Billboard Hot 100)               | 5               |
| Canada (Canadian Hot 100)                | 7               |
| Cộng hòa Séc (Rádio Top 100)             | 4               |
| Đan Mạch (Tracklisten)                   | 3               |
| Châu Âu (European Hot 100 Singles)       | 2               |
| Phần Lan (Suomen virallinen lista)       | 7               |
| Pháp (SNEP)                              | 8               |
| Đức (Official German Charts)             | 4               |
| Hungary (Single Top 40)                  | 3               |
| Ireland (IRMA)                           | 3               |
| Israel (Media Forest)                    | 1               |
| Ý (FIMI)                                 | 8               |
| Luxembourg (Billboard)                   | 4               |
| Hà Lan (Dutch Top 40)                    | 9               |
| Hà Lan (Single Top 100)                  | 15              |
| New Zealand (Recorded Music NZ)          | 3               |
| Na Uy (VG-lista)                         | 3               |
| Ba Lan (Polish Airplay Top 5)            | 4               |
| Romania (Romanian Top 100)               | 1               |
| Scotland (OCC)                           | 3               |
| Slovakia (Rádio Top 100)                 | 2               |
| Tây Ban Nha (PROMUSICAE)                 | 10              |
| Thụy Điển (Sverigetopplistan)            | 11              |
| Thụy Sĩ (Schweizer Hitparade)            | 5               |
| Anh Quốc (OCC)                           | 2               |
| Anh Quốc R&B (OCC)                       | 1               |
| Hoa Kỳ Billboard Hot 100                 | 1               |
| Hoa Kỳ Adult Pop Airplay (Billboard)     | 32              |
| Hoa Kỳ Dance Club Songs (Billboard)      | 1               |
| Hoa Kỳ Hot R&B/Hip-Hop Songs (Billboard) | 2               |
| Hoa Kỳ Pop Airplay (Billboard)           | 1               |
| Hoa Kỳ Rhythmic (Billboard)              | 1               |

| Bảng xếp hạng (2010)                 | Vị trí |
| ------------------------------------ | ------ |
| Australia (ARIA)                     | 33     |
| Australia Urban (ARIA)               | 12     |
| Austria (Ö3 Austria Top 40)          | 60     |
| Belgium (Ultratop 50 Flanders)       | 35     |
| Belgium (Ultratop 40 Wallonia)       | 27     |
| Canada (Canadian Hot 100)            | 38     |
| Denmark (Tracklisten)                | 42     |
| Europe (European Hot 100 Singles)    | 24     |
| France (SNEP)                        | 55     |
| Germany (Official German Charts)     | 67     |
| Ireland (IRMA)                       | 20     |
| Italy (FIMI)                         | 49     |
| Netherlands (Dutch Top 40)           | 38     |
| Netherlands (Single Top 100)         | 95     |
| New Zealand (Recorded Music NZ)      | 34     |
| Romania (Romanian Top 100)           | 20     |
| Sweden (Sverigetopplistan)           | 77     |
| Switzerland (Schweizer Hitparade)    | 41     |
| UK Singles (Official Charts Company) | 13     |
| US Billboard Hot 100                 | 15     |
| US Hot Dance Club Songs (Billboard)  | 26     |
| US Hot R&B/Hip-Hop Songs (Billboard) | 25     |
| US Pop Songs (Billboard)             | 23     |
| US Rhythmic (Billboard)              | 6      |

## Chứng nhận
| Quốc gia                                                                           | Chứng nhận  | Số đơn vị/doanh số chứng nhận |
| ---------------------------------------------------------------------------------- | ----------- | ----------------------------- |
| Úc (ARIA)                                                                          | 4× Bạch kim | 280.000^                      |
| Bỉ (BEA)                                                                           | Vàng        | 15.000*                       |
| Đan Mạch (IFPI Đan Mạch)                                                           | Vàng        | 15.000^                       |
| Pháp (SNEP)                                                                        | —           | 103,100                       |
| Đức (BVMI)                                                                         | Bạch kim    | 500.000^                      |
| Đức (BVMI)                                                                         | Vàng        | 250.000‡                      |
| Ý (FIMI)                                                                           | Vàng        | 15.000*                       |
| New Zealand (RMNZ)                                                                 | Bạch kim    | 30.000*                       |
| Hàn Quốc (Gaon Chart)                                                              | None        | 118,338                       |
| Thụy Sĩ (IFPI)                                                                     | Vàng        | 15.000^                       |
| Anh Quốc (BPI)                                                                     | Bạch kim    | 711,000                       |
| Hoa Kỳ (RIAA)                                                                      | 5× Bạch kim | 5.000.000‡                    |
| * Chứng nhận dựa theo doanh số tiêu thụ. ^ Chứng nhận dựa theo doanh số nhập hàng. |             |                               |